# Сьюдад-Вікторія
23°44′10″ пн. ш. 99°08′46″ зх. д. / 23.736111111111° пн. ш. 99.146111111111° зх. д.
Сьюдад Вікторія — столиця мексиканського штату Тамауліпас. Місто розташоване у центрі штату і налічує понад 300 000 жителів. Сьюдад Вікторія також є адміністративним центром Муніципіо Вікторія.

## Історія
Сьюдад Вікторія було засновано Хосе де Ескандоном 6 жовтня 1750 року як Вілла де Санта-Марія де Агуайо, назване на честь першого губернатора колонії Нуево-Сантандер у віцекоролівстві Нова Іспанія. Місто мало квадратну форму, типову для іспанських колоніальних міст, що розбудовувалися навколо центральної площі, сьогоднішньої площі Ідальго.
20 квітня 1825 року Сьюдад-Вікторія отримало статус міста й назване на честь президента Мексики Гвадалупе Вікторії. Місто стало столицею Тамауліпаса. Сьюдад-Вікторія є резиденцією римо-католицької єпархії з 1871 року. У 1890 році була побудована залізниця, яка пролягала від Монтеррея до Тампіко.
Відкриття дороги з Мехіко до Ларедо, яка поклала початок мережі Panamericana у 1930-х роках, змінило міський пейзаж. Функція міста як транзитного і транспортного центру на півночі Мексики була посилена будівництвом додаткових доріг до кордону зі США. З 1941 року в Сьюдад-Вікторія діє аеропорт Ель-Петакеньо.

## Інфраструктура
У Сьюдад-Вікторії з 1960-х років є університет, а також кілька науково-дослідних установ і середніх шкіл.
Північний тропік торкається південного краю міста на 23° 27′ північної широти.

## Визначні діячі
- Еміліо Портес Гіл (1891—1978), політик, президент Мексики
- Еміліо Мартінес Манауту (1919—2004), політик
- Хосе Сулейман (1931—2014), промоутер боксу та президент Всесвітньої боксерської ради (WBC)
- Лоренцо Карденас Арегуллін (нар. 1937), римо-католицький єпископ Папантли
- Хосе Луїс Сальдівар (1954—2014), футболіст і тренер
- Родольфо Торре Канту (1964—2010), політик
- Хесус Альфаро (нар. 1968), футбольний воротар
- Карлос Альберто Пенья (нар. 1990), футболіст
- Алан Пулідо (нар. 1991), футболіст